# Pseudolycaena adamsi
Pseudolycaena adamsi is een vlinder uit de familie van de Lycaenidae. De wetenschappelijke naam van de soort is voor het eerst geldig gepubliceerd door Druce.